# 利光達三
利光 達三（としみつ たつぞう、1920年4月23日 - 1994年11月5日）は、日本の実業家。小田急電鉄社長や、同社会長、日本民営鉄道協会会長、立教学院理事長等を歴任した。勲一等瑞宝章受章。

## 人物・経歴
千葉県市川市出身。1944年立教大学経済学部経済学科卒業。小田急電鉄専務取締役を経て、1981年から小田急電鉄取締役社長を務め、小田急エージェンシーの設立などを行った。1987年立教学院理事長、立教大学校友会会長。1989年日本民営鉄道協会会長。1991年小田急電鉄取締役会長。1982年藍綬褒章受章、1991年勲一等瑞宝章受章。1994年11月5日、急性心不全のため死去。